# تيم سومنر
تيم سومنر (بالإنجليزية: Timothy Sumner)‏ هو عالم فلك بريطاني، ولد في القرن العشرين.